# تصوير المثانة والإحليل
تصوير المثانة والحليل هو إجراء طبي شعاعي، فلوروسكوبي يستخدم لتشخيص وتقييم مشاكل المثانة والإحليل. يساعد تصوير المثانة والإحليل الهيكلي والإفراغي على تقييم صدمات المسالك البولية، والارتجاع، ونواسير التشخيص، وتشخيص احتباس البول. وقد حل التصوير المغناطيسي (MRI) محل هذه الأداة التشخيصية بسبب حساسيته المتزايدة. تُستخدم تقنية التصوير هذه لتشخيص موه الكلية، وتتشوهات الإفراغ، والتهابات المسالك البولية لدى الأطفال.
يتضمن تصوير المثانة والإحليل تصوير المثانة والإحليل الإفراغي (VCUG) وتصوير الإحليل بالضغط الإيجابي (PPUG)